# Старики-розбійники
«Старики-розбійники» (рос. «Старики-разбойники») — російський радянський художній фільм-трагікомедія, поставлений на кіностудії «Мосфільм» у 1971 році режисером Ельдаром Рязановим.
Слідчий Микола М'ячиков не хоче йти на пенсію, тому погоджується на пропозицію свого друга — викрасти картину, а потім «розкрити» її зникнення.

## Сюжет
Микола Сергійович М'ячиков — слідчий, якого хочуть відправити на пенсію. Під час чергового розслідування крадіжки на складі його керівник Федяєв зазначає, що за останні два місяці М'ячиков не розкрив жодного злочину. Та насправді йому наказано звільнити місце слідчого для Юрія Проскудіна, родича високопоставленого начальника. М'ячиков просить дати йому ще місяць, за який він обіцяє розкрити злочин і довести цим свою користь. У цей же час збирається на пенсію і друг М'ячикова — інженер Валентин Петрович Воробйов. Попри проблеми з серцем, він приймає рішення залишитися на роботі, на подив керівництва. Він вважає, що колеги не справляться без нього, і ті підтримують Воробйова. М'ячиков, запрошений на бенкет у Воробйова, розповідає в якому становищі опинився. Аби не допустити звільнення друга, Воробйов пропонує організувати «злочин століття» і «розкрити» його. Начальству нічого не залишиться, як залишити М'ячикова на роботі. Проте М'ячикову не вдається придумати такий злочин, а з пропозиціями друга він категорично не згоден. Обоє сваряться, слідчий каже, що Воробйов «небезпечний для суспільства», а той відповідає, що М'ячиков став старий і заслуговує піти на пенсію.
Наступного дня Воробйов знову зустрічається з М'ячиковим і вони йдуть у музей. Воробйов пропонує викрасти якусь картину і потім «знайти» її. М'ячиков відмовляється, після чого бачить страшний сон (який пародіює популярність зображення сновидінь у тогочасному кіно). Але познайомившись із нахабним Проскудіним, він погоджується на план Воробйова. Перебуваючи в збудженому стані, він також робить пропозицію одруження Анні Павлівні — самотній жінці, з якою познайомився на бенкеті в Воробйова. М'ячиков вирішує, що повинен довести свою користь задля справедливості.
Двоє друзів викрадають з музею картину Рембрандта «Портрет молодого холостяка» прямо на очах у публіки, вдавши, що забрали її на реставрацію. Для переконливості вони беруть з собою драбину і всі сприймають їх за працівників музею. М'ячиков боїться, що їх викриють, але зникнення картини просто ніхто не помітив. Навіть коли М'ячиков натякає працівнику музею про крадіжку, той не вірить. Так само в міліції не вірять зізнанню Воробйова, бо «картини крадуть тільки на Заході». Друзі вирішують прямо сказати працівникам музею про зникнення «Портрета молодого холостяка», для чого вдають з себе іноземця та перекладача. Та на місці картини знаходять тільки табличку «Картина на реставрації». Тоді вони вирішують повернути картину, чому теж ніхто не дивується. Екскурсоводка навіть каже, що портрет став кращий. Тим часом Проскудін вже облаштовує собі робоче місце.
Наступна ідея Воробйова — пограбувати сусідку Анну Павлівну, яка працює інкасаторкою. Змовившись із нею, Воробйов збирається на удаваний грабіж, але раптово йому стає зле, і грабувати йде сам М'ячиков. Успішно захопивши сумку з грошима і втікши від переслідування, М'ячиков ховається у підворітті. Та випадково там опиняється справжній грабіжник і відбирає гроші. На ранок М'ячиков опиняється в скрутному становищі: гроші зникли, а злочинця не знайдено. Відшукати вдається лише сумку та декілька банкнот, які залишилися там випадково.
Щоб відшкодувати вкрадене, М'ячиков продає все своє майно, але цього виявляється замало. Анна Павлівна, нічого не знаючи про справжнє пограбування, вирішує, що М'ячиков просто привласнив собі гроші. Воробйов здогадується, що сталося, і віддає другу всі свої заощадження. Федяєв доручає М'ячикову розслідування цієї справи, чекаючи, що той не справиться і це буде підставою для звільнення. М'ячиков розповідає начальнику як сам влаштував пограбування, але Федяєв йому все одно не вірить. Тоді Микола Сергійович на правах слідчого заарештовує сам себе, що Федяєв називає зловживання службовим становищем і наказує забиратися геть.
Уві сні М'ячиков бачить суд, де всі, крім Проскудіна, виправдовують його та визнають, що він заслужив піти на пенсію. Прокинувшись, він виходить із незачиненої арештантської. На нього чекають Анна Павлівна з Воробйовим, і трійця йде зимовим вечірнім містом.

## У ролях
- Юрій Нікулін — Микола Сергійович М'ячиков, слідчий
- Євген Євстигнєєв — Валентин Петрович Воробйов, інженер, друг М'ячикова
- Ольга Аросєва — Анна Павлівна Суздалєва, інкасаторка, кохана М'ячикова та сусідка Воробйова
- Георгій Бурков — Федір Федорович Федяєв, прокурор, начальник М'ячикова; постійно з'являється з новими забинтованими пораненнями
- Андрій Миронов — Юрій Євгенович Проскудін, претендент на місце М'ячикова
- Валентина Владимирова — Марія Тихонівна, дружина Воробйова

## Особливості
Зйомки проходили у Львові і Москві. У фільмі яскраво відображені львівські міські пейзажі.